# Азимут (авиокомпанија)
Азимут (правно име - АЗИМУТ Авиокомпанија АО ) је руска авиокомпанија са седиштем на новом аеродрому Платов у граду Ростов на Дону у Ростовској области  . 

## Историја
Пошто је Ростов на Дону изабран за један од градова домаћина ФИФА Светског првенства у Русији 2018. године, указала се потреба за оснивањем авио-компаније која би повезала градове Јужне и Централне Русије.
Као правно лице, Азимут Авиокомпанија је првобитно регистрована у Краснодару, али је у фебруару 2017. извршена пререгистрација у Ростову на Дону  . 
У марту 2017. године потписани су уговори о испоруци четири авиона Сухој Суперџет 100, касније је потписан још један уговор за још четири авиона овог типа. Испорука уговорених авиона почела је у јулу 2017. године. Компанија планира да додатно повећа флоту на шеснаест авиона  . 
Почевши од 2021. године мрежа авио-рута треба да обухвати Калињинград, Чељабинск, Волгоград, Астрахан, Сургут, Геленџик, као и међународне летове до Јеревана, Прага, Франкфурта, Истанбула и Тел Авива  . 

## Број превезених путника
2017 - 72,136 путника (34. место у Русији) 
2018 - 669.412 путника (20. место у Русији) 
2019 - 1.247.446 путника (18. место у Русији) 

## Дестинације
Главно чвориште превозника је аеродром Платов у Ростов-на-Дону . Додатно чвориште је аеродром Краснодар   . 
Током летњег навигацијског периода 2018. авиокомпанија обавља летове на следећим линијама  : 
| Тачке поласка    | Одредишта |
| ---------------- | --- |
| Ростов на Дону   | Москва (Внуково), Санкт Петербург (Пулково), Новосибирск, Махачкала, Самара, Сочи, Казан, Уфа, Минералније Води, Калининград, Грозни, Тел Авив , Нижни Новгород, Симферопол , Волгоград, Астрахан, Нижњекамск, Тјумен, Ереван, Бишкек, Минхен |
| Краснодар        | Санкт Петербург (Пулково), Махачкала, Уфа, Москва (Внуково) , Симферопол, Калуга , Омск , Минхен, Чељабинск |
| Москва (Внуково) | Грозни , Елиста , Псков, Ростов на Дону |
| Санкт Петербург  | Ростов на Дону, Краснодар, Ставропољ, Грозни |
| Минералније Води | Ростов на Дону, Симферопол, Калуга, Астрахан Чељабинск |
| Елиста           | Москва (Внуково), Ростов на Дону, Сочи |
| Псков            | Москва (Внуково), Сочи |

## Имена летелица
Авио-компанија додељује називе за авионе према именима река     . 
| Не.       | Број одбора | Наслов |
| --------- | ----------- | ------ |
| 1         | РА-89036    | Урал   |
| 2         | РА-89079    | Терек  |
| 3         | РА-89080    | Дон    |
| 4         | РА-89085    | Волга  |
| 5         | РА-89093    | Нева   |
| 6         | РА-89094    | Кубан  |
| 7         | РА-89095    | Иртиш  |
| 8         | РА-89096    | Москва |
| 9         | РА-89136    | Кама   |
| 10        | РА-89120    | ОК     |
| Једанаест | РА-89121    | Об     |